# Combat d'Araouane (2009)
Guerre du Sahel
Batailles
- Lemgheity
- Tourine
- Garn-Akassa
- Araouane
- Akla
- Areich Hind
- Wagadou
- Bassikounou

Le combat d'Arouane a lieu le 4 juillet 2009 pendant la guerre du Sahel.

## Déroulement
Selon Jeune Afrique, le 3 juillet 2009, près d'Araouane, l'armée malienne est informée de la présence de trafiquants de drogue par les renseignements américains. Le colonel Hamma Ould Mohamed Yahya, commandant adjoint de la région de Tombouctou rassemble alors une patrouille d'environ 70 hommes avec 12 pick-ups pour tenter de les intercepter. Quelques heures plus tard, le véhicule des trafiquants est repéré par les militaires mais il parvient à s'enfuir, l'un de ses occupants, le servant de mitrailleuse, est cependant tué dans la fusillade. Mais la nuit suivante, entre trois et quatre heures du matin, la patrouille est attaquée par une quarantaine de jihadistes d'AQMI qui assaillent le bivouac des militaires et les mettent en déroute.
Le gouvernement et l'armée malienne ne communiquent par de bilan officiel, évoquant juste des « accrochages très meurtriers » et indiquant que « des pertes ont été enregistrées de part et d’autre »,. Selon des témoignages « Sur les 12 véhicules de l’armée 6 ont été détruits avec leurs occupants, les 6 autres se sont éparpillés dans le désert. On ne sait pas encore, qui est mort et qui est vivant. »
D'après Jeune Afrique, pour qui l'attaque a été commise par des trafiquants de drogue proches d'AQMI, le bilan du côté des militaires est de 16 morts et 20 prisonniers, dont le colonel Hamma Ould Mohamed Yahya, et d'une vingtaine de tués chez les assaillants. Hamma Ould Mohammed Yahya sera libéré en mars 2012.
Le 8 juillet, l'attaque est revendiquée par AQMI : dans son communiqué le groupe djihadiste affirme que 28 soldats maliens ont été tués et 3 capturés, contre un seul mort — un Mauritanien — dans ses rangs.